# Куницын, Иннокентий Трофимович
Инноке́нтий Трофи́мович Куни́цын (1906; Иркутская губерния, Российская империя — 1948; ЯАССР, СССР) — советский майор морской авиации, первый лётчик Тунгусской алмазной экспедиции, проложивший воздушные трассы в местах поисков алмазов.

## Биография
Родился в 1906 году в Иркутской губернии Российской империи в крестьянской семье.
Работал с 1922 года по 1928 год на реке Лена сплавным рабочим, матросом. В 1924 году стал членом ВЛКСМ. С 1928 года по 1930 год был красноармейцем. С 1930 года начал считаться членом ВКП(б). С 1930 года по 1931 год являлся студентом ГИК в Москве. С 1932 года по 1936 год — курсант Школы лётчиков, а с 1933 года по 1946 год служил военным лётчиком.
22 февраля 1946 года был демобилизован из армии по болезни. Службу закончил заместителем командира эскадрильи Северо-Тихоокеанской флотилии, в звании майор в отставке. В этом же 1946 году пилот авиаотряда при Восточно-Сибирском Геологическом управлении. Первым освоил просторы Эвенкии за штурвалом По-2.
В 1948 году трагически погиб при выполнении производственного задания. В середине марта 1948 года Иннокентий Куницын вылетел на самолёте По-2 из Ербогачёна, где располагалась база Тунгусской экспедиции, в Наканно. На борту были заместитель начальника экспедиция по хозяйственной части Пётр Иванович Куницын, летевший с целью зафрахтовать оленей для экспедиции, и оператор Иркутской студии кинохроники Евгений Моисеевич Кельман, который намеревался снять быт эвенков. На обратном пути попав в пургу и сбившись с курса Иннокентий Куницын посадил самолёт на реку Чона, которую ошибочно принял за приток Нижней Тунгуски — Среднюю Кочёму. Продолжив полёт и всё дальше удаляясь на восток от маршрута, приземлились второй раз уже на реку Улахан-Ботуобуя, так как закончилось топливо. Пробовали идти пешком к людям, но за несколько часов по глубокому снегу было пройдено немного более 1,5-2 км. В итоге вернулись к самолёту, ободрали с него перкаль, сделали чум и решили ждать, когда вскроется река. Второго мая скончался Иннокентий Куницын от обострения язвенной болезни желудка. Лёд тронулся 9 мая. Пётр Иванович и Евгений Моисеевич привязали тело пилота к плоту и начали сплавляться вниз по Улахан-Ботуобуя. В пути случилось несчастье — Кельман упал в ледяную воду и утонул. После долгого забытья Пётр Куницын увидел строение: избу, сарай, навес. Плот вынесло на берег. Он привязал его к шесту, воткнутому между льдин, и на четвереньках пополз на берег. Это было спасение. Там жил старик якут Лев Данилов с дочкой. Пока Пётр Иванович был в избе, плот вместе с телом Иннокентия Трофимовича унесло течением. Плот поймали жители села Вилюйчан (Хордогой).
Похоронен в селе Вилюйчан на берегу реки Вилюй. Обелиск Иннокентию Трофимовичу Куницыну (1906—1948) является объектом обладающим признаками объекта культурного наследия.

## Семья
Сестра: Полина Трофимовна Майкова;
Дочь: Людмила Иннокентиевна Куницына.

## Награды
- За образцовое выполнение боевых заданий командования на фронте борьбы с немецкими захватчиками и проявленные при этом доблесть и мужество награждён «Орденом Красного Знамени» (1942)[2].
- Орден Красной Звезды, дважды (1944, 1945).
- Медаль «За оборону Севастополя» (1943).
- Медаль «За оборону Кавказа» (1944).
- Медаль «За оборону Советского Заполярья».
- Медаль «За победу над Японией».

## Память
- Именем И. Т. Куницына названа улица в микрорайоне Заречный города Мирного[3].
- В 1984 году в селе Тас-Юрях установлен памятник И. Т. Куницыну[4].
- В память о лётчике И. Т. Куницыне, летавшем на самолёте По-2 вместе с геологоразведчиками, занятыми поисками алмазов, алмазу весом 27,70 карата, добытому в 1969 году на фабрике № 3 из кимберлитов трубки «Мир», присвоено имя «Лётчик Куницын»[5][6].